# Sima Yan
Jin Wudi (晉武帝T, 晋武帝S, Jìn WǔdìP, Chin Wu-tiW) alla nascita Sīmǎ Yán (司馬炎T), nome di cortesia: Ānshì (安世T) (236 – 17 maggio 290) fu il primo imperatore della dinastia Jìn (265—420).
Nipote di Sima Yi e figlio di Sima Zhao, regnò dal 265 al 290 e, dopo avere assoggettato il Regno Wu nel 280, fu il primo a regnare sulla Cina riunificata dai tempi dell'imperatore Xian di Han.
L'imperatore Wǔ venne considerato di solito come un sovrano gentile e generoso, ma anche eccessivamente prodigo e troppo tollerante nei confronti della corruzione e degli sprechi dell'aristocrazia. Costantemente preoccupato della solidità della dinastia Jìn, concesse grande potere politico e militare ai suoi familiari, pensando così di legarli maggiormente a sé. Questo condusse invece ad una progressiva destabilizzazione della dinastia. Alla sua morte gli eredi si scontrarono in una sanguinosa lotta per il potere che prese il nome di Guerra degli otto principi, seguita dalle rivolte di Wu Hu che minacciarono di distruggere la dinastia Jìn, spingendola a trasferirsi nella regione a sud del fiume Huai.

## Biografia

### L'avvento della dinastia Jìn
Sīmǎ Yán nacque nel 236, figlio secondogenito di Sima Zhao e di Wang Yuanji, figlia dell'intellettuale confuciano Wáng Su (王肅). Quando Sima Yi, nonno di Sima Yan, prese il potere effettivo sul Cao Wei divenendone reggente al posto del re Cao Mao, i Sima acquisirono sempre più potere. In particolare Sima Zhao divenne consigliere prima del padre Sima Yi, quindi nel 251 del fratello Sima Shi; alla morte di questo, nel 255, Sima Zhao ne ereditò l'influente carica di reggente, che allora di fatto era superiore all'autorità dell'imperatore.
La prima menzione di Sīmǎ Yán nella storia avvenne nel 260, quando le forze fedeli a suo padre, comandate da Jia Chong, impedirono a Cao Mao di riprendere il potere. A quel tempo Sīmǎ Yán era un generale di medio livello, incaricato di scortare il nuovo imperatore Cao Huan dai suoi domini alla capitale Luoyang, per permettergli di assumere il trono.
Quando nel 263 Sima Zhao fu nominato duca di Jìn, a seguito della campagna vittoriosa che aveva portato alla conquista del regno di Shu, Sīmǎ Yán divenne il suo erede. Per qualche tempo Sima Zhao esitò sulla scelta dell'erede, in quanto un altro suo figlio, Sima You, gli sembrava altrettanto dotato. Inoltre, Sima You era stato adottato da Sima Shi, il precedente reggente, che non aveva avuto figli. In ogni caso, quando nel 264 Sima Zhao divenne principe di Jìn, Sīmǎ Yán fu nominato suo erede alla corona. Nel 265, Sima Zhao morì senza aver assunto il potere imperiale. Sīmǎ Yán divenne principe di Jìn e quello stesso anno costrinse Cao Huan ad abdicare. Finiva così il regno di Wei ed iniziava la dinastia Jìn.

### Inizio del regno
Subito dopo la sua salita al trono imperiale, l'imperatore Wu decise di rafforzare il potere dei suoi familiari, preoccupato che la loro debolezza potesse condurre all'indebolimento della dinastia, come era successo al regno di Wei. Molti dei suoi zii, cugini, fratelli e figli furono nominati principi ed ottennero piena autorità politica e militare nei loro domini. I privilegi dell'aristocrazia e degli alti funzionari si moltiplicarono, la corruzione dilagò.
Dopo essere asceso al trono, l'imperatore Wu aveva nominato sua madre Wang Yuanji con il titolo di imperatrice dowager; nel 266 questo titolo fu concesso anche a sua zia Yang Huiyu, vedova di Sima Shi, e nel medesimo anno onorò la moglie Yang Yan del titolo di imperatrice.
Nel 267 l'imperatore aveva nominato suo erede il figlio più anziano ancora in vita, il principe Sima Zhong, attenendosi alla tradizione confuciana e rifiutandosi di comprendere la malattia mentale del figlio. Fatale si rivelò anche la scelta della moglie di Sima Zhong, che l'imperatore fece per conto del figlio: nel 272 scelse Jia Nanfeng, figlia del nobile Chia Chong, una donna ambiziosa e di forte carattere, che dominò completamente il debole marito.
Nel 273 l'imperatore iniziò una selezione delle donne più belle in tutto l'impero. Nel 274, prima di morire, l'imperatrice Yang Yan, preoccupata che un'altra imperatrice potesse minacciare il diritto al trono di suo figlio, fece promettere al marito di sposare sua cugina, Yang Zhi. Il matrimonio avvenne nel 276. Il padre della nuova imperatrice, Yang Jun, divenne molto potente nell'amministrazione imperiale e si rivelò un uomo estremamente arrogante.

### Guerre interne ed esterne
Le preoccupazioni dell'imperatore si incentrarono sul costante conflitto con il Wu Orientale e il suo re Sun Hao. Dovette inoltre fronteggiare le ribellioni dei popoli Xianbei e Qiang nelle province di Qin e Liang (l'odierno Gansu).
L'imperatore avrebbe voluto risolvere rapidamente il problema invadendo il Regno di Wu Orientale, ma un gran numero di ufficiali di etnia han fecero pressioni affinché fossero prima represse le rivolte dei due gruppi etnici (Xianbei e Qiang). Invece, su suggerimento dello stratega militare Zhang Hua e di altri generali, l'imperatore Wu decise di inviare un certo numero di battaglioni a combattere contro i ribelli. Nel frattempo si occupò di preparare alla guerra le regioni confinanti con il Regno Wu. Tra l'altro, il Regno Wu era governato da Sun Hao, considerato incapace e insensatamente crudele. I sostenitori dell'invasione pensavano che questo avrebbe favorito il Cao Wei, e che se Sun Hao fosse stato rimpiazzato, l'invasione sarebbe stata più complicata.
Tuttavia nel 270 il capo degli Xianbei, Tufa Shujineng, inflisse una sconfitta dopo l'altra ai generali imperiali. Queste sue vittorie stimolarono l'inizio della ribellione di Liu Meng della regione dello Xiongnu (una confederazione di popoli nomadi); per questo, Sima preferì concentrarsi su Tufa, tralasciando momentaneamente l'invasione del Wu Orientale. A causa di questo, la provincia di Jiao (moderno Vietnam settentrionale), che aveva giurato fedeltà alla dinastia Jin, venne conquistata nel 272 dal Wu, dopo che il generale Wu Bu Chan si fu ribellato, ed ebbe offerto la propria resa al Cao Wei. Il generale Lu Kang, fedele a Sun Hao, riuscì ad espugnare la città di Xiling e ad ucciderlo. Nello stesso tempo, il generale Yang Hu del Cao Wei combatté Lu Kang sul confine, causando gravi danni ai civili residenti, che iniziarono a vedere positivamente un'annessione alla dinastia Jin.

### Riunificare l'impero
Nel 276, l'imperatore Wu si ammalò gravemente ed ebbe subito inizio un'intestina lotta per potere. Numerosi ufficiali di governo e militari, ma anche cittadini di basso rango, speravano che il fratello dell'imperatore, Sima You, avrebbe rimpiazzato Sima Zhong come erede al trono. Contrariamente alle aspettative, l'imperatore Wu si rimise e, per prima cosa, depose quasi tutti gli ufficiali che avevano favorito Sima You, considerandoli una minaccia per la propria autorità, senza tuttavia prendere provvedimenti più severi.
Visto che il sovrano si era ormai rimesso, il generale Yang Hu gli sottopose nuovamente il proprio piano d'invasione del Regno Wu, sostenuto da molti alti ufficiali; tuttavia, una consistente parte di ufficiali militari si oppose, sostenendo che bisognava prima stanare la preoccupante rivolta di Tufa Shujineng. Comunque, nel 279, il generale Ma Long soppresse definitivamente la ribellione e l'imperatore Wu poté concentrarsi sul fastidioso vicino.
L'imperatore Wu pianificò sei attacchi prolungati, tutti guidati da generali capaci. Gli attacchi sfondarono le linee difensive del Regno Wu e alla conquista di numerose città di confine, mentre la flotta imboccò il fiume Chang Jiang e si occupò di distruggere le navi nemiche. Il primo ministro Zhang Ti tentò un ultimo disperato attacco contro Wang Hun, il generale al comando dell'esercito più numeroso, ma venne sconfitto e ucciso. Nella primavera del 280, Sun Hao fu costretto ad arrendersi.
Dopo la caduta del Regno Wei, l'imperatore Wu nominò Sun Hao marchese di Guiming e depose tutti i governatori regionali da lui nominati, sciogliendo le milizie regionali precedentemente sotto il loro comando. Dopo questa vittoria, l'imperatore Wu di Jin ebbe sotto il proprio controllo tutto l'Impero cinese.

### Gli ultimi anni
Nel tempo, l'imperatore Wu parve disinteressarsi sempre più della politica e del governo dell'impero. Nel 281 trasferì cinquemila concubine dal palazzo di Sun Hao al suo, passando parecchio tempo a divertirsi con loro, a banchettare e a far feste, anziché occuparsi degli affari di Stato. Con l'imperatore costantemente chiuso nel suo palazzo il padre di sua moglie, Yang Jun esercitò effettivamente il potere assistito da Yang Yao e Yang Ji, zii dell'imperatore.
Preoccupato che suo fratello, il principe You, desiderasse aspirare al trono, dopo la sua morte, l'imperatore Wu lo cacciò da Luoyang e lo fece tornare al suo principato nel 282. Questi, ammalatosi, morì l'anno successivo.
Quando nel 289 l'imperatore si ammalò nuovamente si impose la scelta di un reggente. L'imperatore esitava fra Yang Jun, di fatto al potere da qualche anno, e suo zio Sima Liang, il più rispettato dei principi imperiali. Yang Jun riuscì a far allontanare Sima Liang nella città di Xuchang e fece lo stesso con altri importanti principi imperiali, ma nel 290 l'imperatore decise di nominare reggenti sia Yang Jun che Sima Liang. Le volontà dell'imperatore furono però impugnate da Yang Jun che impose la propria reggenza, e alla morte dell'imperatore Wǔ l'impero finì nelle mani del debole Sima Zhong, circondato da nobili che lottavano per la conquista del potere.

## Denominazioni dei periodi
- Taishi (泰始 taì shǐ) 265-274
- Xianning (咸寧 xían níng) 275-280
- Taikang (太康 taì kāng) 280-289
- Taixi (太熙 taì xī) 28 gennaio 290-17 maggio 290

## Informazioni dinastiche
- Padre
  - Sima Zhao, principe Wen di Jin, postumo imperatore Wen di Jin
- Madre
  - Principessa Yuan Yuanji
- Mogli
  - Imperatrice Yang Yan (sposata nel 266, morta nel 274)
  - Imperatrice Yang Zhi (sposata nel 274, morta nel 290)
- Principali concubine
  - Consorte Zuo Fen (左芬)
  - Consorte Hu (胡芳)
  - Consorte Zhuge Wan (諸葛婉)
  - Consorte Shen
  - Consorte Xu
  - Consorte Gui
  - Consorte Zhao (madre del principe Yu)
  - Consorte Zhao (madre del principe Yan)
  - Consorte Li
  - Consorte Yan
  - Consorte Chen
  - Consorte Zhu
  - Consorte Cheng
  - Consorte Wang
  - Consorte Xie Jiu
  - Consorte Zhao Chan
- Figli
  - Sima Gui (司馬軌), morto giovane, postumo principe Dao di Piling (289)
  - Sima Zhong (司馬衷), erede al trono dal 267, poi imperatore Hui di Jin
  - Sima Yan (司馬柬) (262-291), principe di Ru'nan (270), principe di Nanyang (276), principe Xian di Qin (289)
  - Sima Jing (司馬景), principe Huai di Chengyang (269)
  - Sima Wei (司馬瑋) (271-291), principe di Shiping, principe Yin di Chu (289)
  - Sima Xian (司馬憲), principe Shang di Chengyang
  - Sima Zhi (司馬祉) (271-273), principe Chong di Donghai (273)
  - Sima Yu (司馬裕) (271-277), principe Ai di Shiping (277)
  - Sima Yǎn (司馬演), principe Ai di Dai (289)
  - Sima Yun (司馬) (272-300), principe di Puyang (277), principe Zhongzhuang di Huainan (289)
  - Sima Gai (司馬該) (272-283), principe Huai di Xindu (277)
  - Sima Xia (司馬遐) (273-300), principe Kang di Qinghe (289)
  - Sima Mo (司馬謨) (276-286), principe Ai di Ruyin
  - Sima Ai (司馬乂) (277-304), principe Li di Changsha (289), principe di Changsha (291), principe Li di Changsha (301)
  - Sima Ying (司馬穎) (279-306), principe di Chengdu (289), erede al trono (304), deposto a principe di Chengdu (304)
  - Sima Yàn (司馬晏) (283-313), principe Xiao di Wu (289), principe di Bingtu (300), principe di Dai (300), principe Xiao di Wu (301)
  - Sima Chi (司馬熾), principe di Yuzhang (290), erede al trono (304, poi imperatore Huai di Jin)
  - Sima Hui (司馬恢) (283-284), postumo principe Shang di Bohai
  - Otto altri figli morti subito dopo la nascita
  - Principessa Changshan
  - Principessa Changguang
  - Principessa Pingyang
  - Principessa Xinfeng
  - Principessa Yangping
  - Principessa Wannian
  - Principessa Xiangcheng
  - Principessa Wu'an
  - Principessa Yingyang
  - Principessa Rongyang
  - Principessa Fanchang